# Lost media

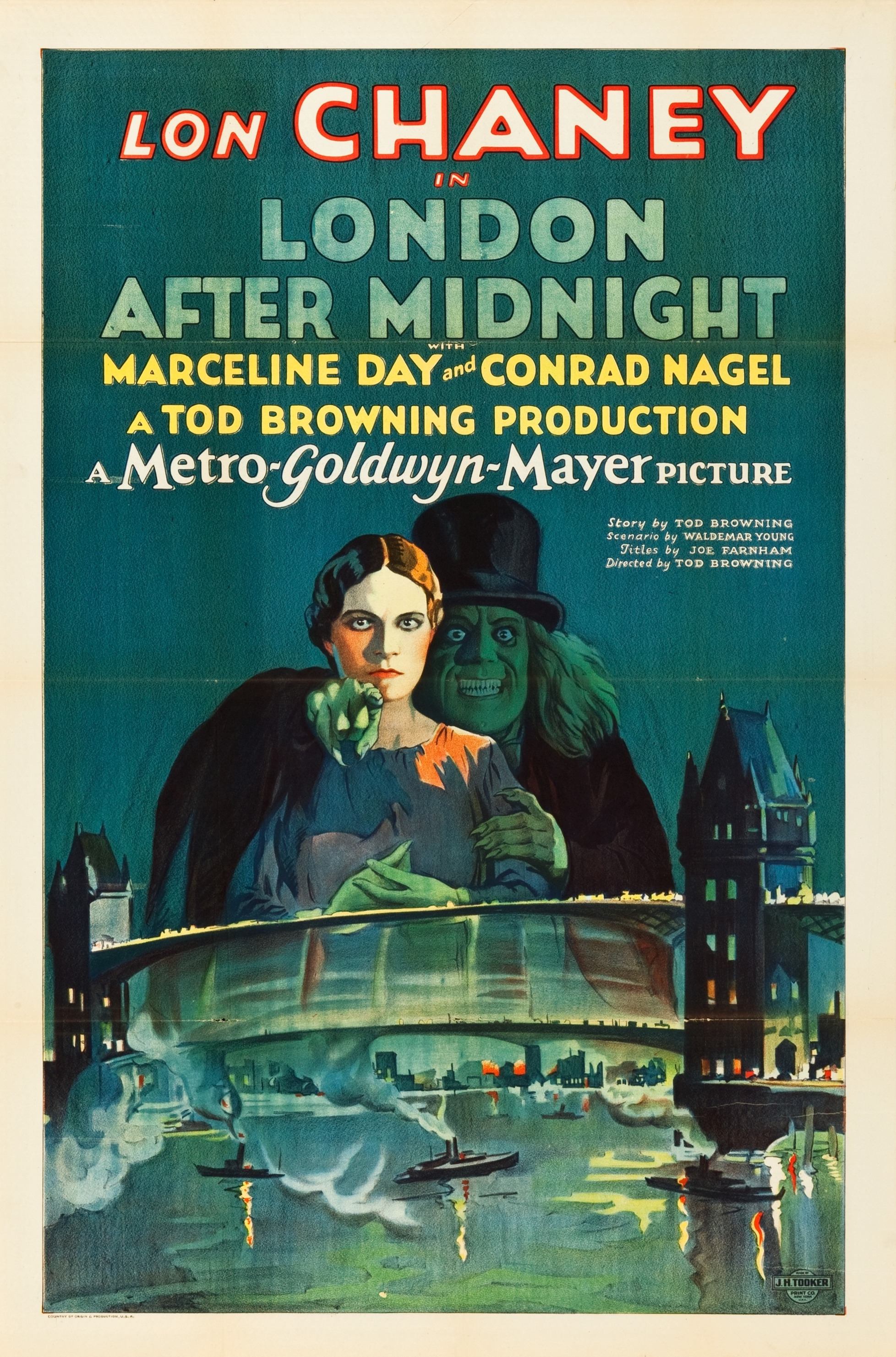
Affiche du film perdu Londres après minuit, dont la dernière copie connue a été détruite lors de l'incendie de l'entrepôt 7 de MGM de 1965.

Le terme générique de lost media (en français : médias perdus) sert à désigner des œuvres ou productions médiatiques dont l’existence est avérée mais qui sont disparues ou indisponibles pour le grand public. Le terme englobe principalement les médias visuels, audio et audiovisuels tels que les films, les émissions de télévision et de radio, la musique et les jeux vidéo,. Les œuvres d'art et littéraires perdues peuvent également être inclus dans le terme.
Depuis l'avènement du streaming multimédia sur Internet, l'utilisation du terme lost media s'est concentrée sur les médias qui ne sont pas disponibles sur les plateformes de distribution numérique ou de streaming. Ces supports — principalement enregistrés sur bande magnétique dans le cas des masters de diffusion de télévision et de radio — peuvent être entièrement perdus en raison de la pratique industrielle de l'effacement (les supports de diffusion étaient souvent considérés comme éphémères et de peu de valeur historique avant l'essor des médias domestiques à la fin des années 1970) ou de la destruction accidentelle ou volontaire de leurs exemplaires. D'autres sont connus pour exister mais sont difficiles d'accès car en dehors des archives publiques telles que la Bibliothèque du Congrès des États-Unis.
En 2012, Daniel Wilson, connu sous son pseudonyme de « Dycaite », fonde The Lost Media Wiki, un site wiki pour cataloguer et rechercher des lost media grâce à sa communauté. Il s'agit du principal site spécialisé dans les lost media et a été le fer de lance de la recherche de nombreux médias perdus, principalement des programmes télévisés obscurs ou non diffusés, mais aussi des publicités, de la musique, des livres et des jeux vidéo,,.
Pour éviter la perte d'œuvres, des efforts de préservation sont entrepris ; cela se fait généralement en les stockant dans des archives, comme l'Arctic World Archive (en), qui a été choisi pour la conservation du code sur des référentiels publics sur GitHub ; ainsi qu'un large éventail de données d'intérêt pour plusieurs entreprises, institutions et gouvernements.

## Classification
The lost media wiki classe les lost media en six classes que l'on peut regrouper en trois catégories selon la portion retrouvée ou perdues de l'œuvre :
- Complètement retrouvé ou complètement perdu, catégorie regroupant les lost media retrouvés dans leur intégralité dont certains sont disponibles sur le site. À l'inverse les lost media complètement perdus ont été prouvés comme étant définitivement perdus, que cela soit dû à la destruction ou la perte de tous les exemplaires existants ;
- Partiellement retrouvé ou partiellement perdu, catégorie regroupant les lost media dont une ou plusieurs parties ont été trouvés ou perdues. Ces lost media sont donc incomplets et recherchés dans leur totalité par la communauté wiki ;
- Existence non confirmée ou inexistence confirmée, catégorie regroupant les lost media dont l'existence est non confirmée dû à l'absence d'éléments prouvant leurs existences ; et les lost media dont l'inexistence a été prouvée comme vraie.

## Nature des lost media
La nature des lost media est variée, dû à la diversité des supports existant. The lost media wiki reconnaît 11 classes de lost media selon leur nature : 
- publicités et diffusions interprogrammes ;
- dessins animés ;
- enregistrements audio (différents des enregistrements musicaux) ;
- comics et bande dessinées ;
- films ;
- œuvres internet (regroupe les formes de media uniquement présent sur internet comme les jeux en ligne ou les vidéos YouTube) ;
- productions littéraires ;
- enregistrements musicaux ;
- productions incluant des marionnettes ou des animatroniques ;
- enregistrements d'accident ;
- diffusions télévisuelles (en) ;
- jeux vidéos.

## Exemples de lost media
La Reine des Césars est un film américain sorti en 1917, inspiré de l'histoire romancé de Cléopâtre. La quasi-totalité de ce film est aujourd'hui perdue dû à un incendie en 1937 dans les entrepôts de la compagnie Fox Film qui possédait les seules copies du film. Il ne reste à nos jours que quelques extraits et des images du long métrage.
Les jeux vidéo, y compris les téléchargements numériques, sont souvent connus pour avoir disparu en raison de la fermeture du magasin de jeux numériques, tels que la chaîne boutique Wii et V Cast Network. Le tristement célèbre PT, une démo du jeu inédit Silent Hills sorti en 2014, est devenu non rechargeable après son retrait du PlayStation Network en environ un an. Il y a eu des tentatives de fans de le récupérer, mais ils ont été empêchés de le faire en raison de problèmes juridiques avec l'éditeur Konami.
Mighty Milky Way, le deuxième opus de la série de jeux Mighty, avait une rare disponibilité sur Nintendo DS et 3DS. En raison de l'absence de disponibilité des jeux DSiWare sur d'autres systèmes après la fermeture de l'eShop en 2023, Mighty Milky Way est devenu publiquement indisponible car Mighty a perdu un chapitre. L’App Store est connue pour avoir gagné en notoriété avec la suppression des applications et des jeux. Lorsqu'un éditeur ferme la page, les applications précédemment achetées sont définitivement perdues.